# Giovanni Battista Crivelli
Giovanni Battista Crivelli (Scandiano, 1590-Módena, marzo de 1652) fue un compositor, organista y maestro de capilla italiano.
Fue organista de la catedral de Reggio, maestro de capilla en Ferrara y director de música del duque de Módena, cargo en el que le sorprendió la muerte cuando hacía un año que lo desarrollaba.
Fue considerado como uno de los músicos de más talento de su época, y entre sus obras se citan con preferencia Il Primo Libro de motetti concertados a due, tre, quatro y quinto voci (Venecia, 1626) y Il Primo libro de madrigales concertados a due, tre y cuarto voci (Venecia, 1633):